# Терен-6
«Терен-6» — нелетальная газовая ручная граната украинского производства.

## История
Разработка гранат со слезоточивым газом для специальных подразделений и внутренних войск МВД Украины киевским научно-производственным предприятием «Эколог» была выполнена во второй половине 1990-х годов, 13 января 1998 года ручная граната «Терен-6» была официально принята на вооружение органов внутренних дел, спецподразделений и внутренних войск МВД Украины.
В октябре 2003 года 482-й конструкторско-технологический центр министерства обороны Украины представил демонстрационный образец полицейского бронетранспортёра БТР-70ДіП (модернизированный вариант бронетранспортера БТР-70 с двигателем IVECO, оборудованный водомётом и шестью пусковыми установками для отстрела гранат «Терен-6Д» со слезоточивым газом).
В 2013 году стоимость одной гранаты «Терен-6» для внутренних войск МВД Украины составляла 225 гривны.

## Описание
Ручная граната «Терен-6» состоит из цилиндрического полиэтиленового корпуса длиной 185—187 мм и диаметром 63-65 мм, в верхнюю часть которого ввинчен механический запал, остальной объём корпуса заполнен порошкообразным ирритантом БМ-4 (с действующим веществом на основе морфолида пеларгоновой кислоты и ортохлорбензилиден-малонанитрила), при взрыве гранаты образующим облако слезоточивого газа объёмом 150—180 м³.
Время горения запала составляет три секунды.
Температурный диапазон применения гранаты составляет от −10 до +40 °C. Гарантированный изготовителем срок хранения гранат «Терен-6» составляет 3 года (при соблюдении правил транспортирования, хранения и применения), гранаты с просроченным сроком годности подлежат уничтожению.

## Варианты и модификации
Гранаты «Терен-6» выпускаются в трёх модификациях:
- «Терен-6» — ручная граната[1]
- «Терен-6Д» — вариант «Терен-6» без запала (для отстрела в качестве ружейной гранаты из дульного гранатомёта, закреплённого на стволе ружья «Форт-500» с использованием холостого патрона «Терен-12В»)[1].
- «Терен-6ДУ» — учебно-тренировочный вариант гранаты «Терен-6Д» с инертным снаряжением вместо ирританта[1].

## Страны-эксплуатанты
- Азербайджан[5]
- Беларусь[5]
- Грузия[5]
- Кыргызстан[5]
- Украина — гранаты «Терен-6» поступали на вооружение миротворческих контингентов вооружённых сил Украины[5]; а также спецподразделений и внутренних войск МВД Украины[4], после реорганизации которых в 2014—2015 гг. они остались на вооружении Национальной полиции, Национальной гвардии МВД Украины и Военной службы правопорядка[6]